# Porsche 993
La Porsche 993 è un'autovettura prodotta dalla casa automobilistica tedesca Porsche dal gennaio 1994 al 1998, come quarta generazione della Porsche 911, in sostituzione della Porsche 964.
È stata l'ultimo modello della 911 nonché l'ultima vettura stradale di produzione in serie, ad essere venduta con motorizzazioni esclusivamente avente sistema di raffreddamento ad aria.

## Panoramica e contesto

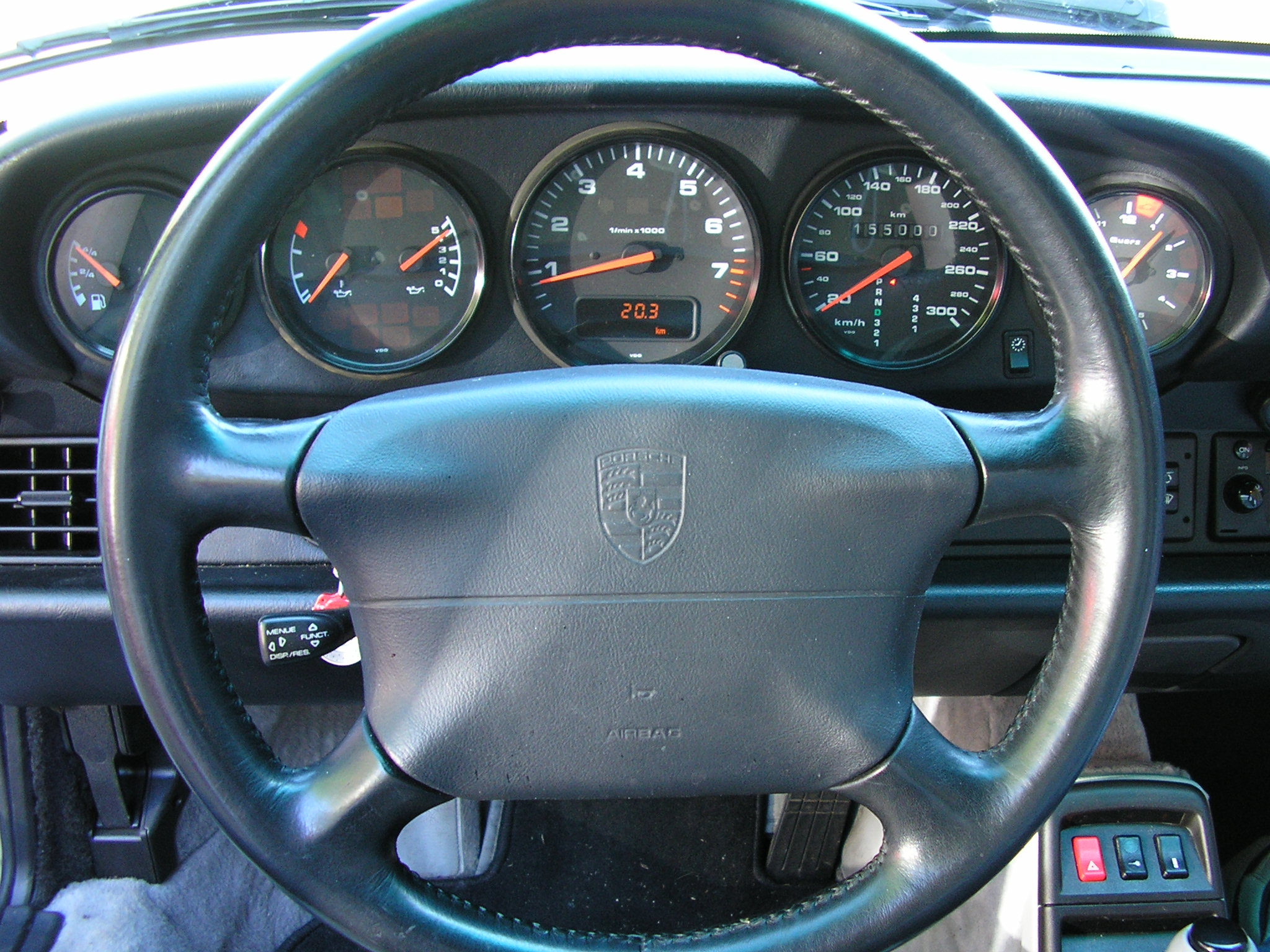
Vista degli interni

La 993 è stata oggetto di molte migliorie e affinamenti tecnici rispetto alla precedente 964. Secondo quanto dichiarato da Porsche, ogni parte dell'auto è stata riprogettata da zero compreso il motore e solo il 20% delle parti della precedente generazione è stato conservato. Gli ingegneri Porsche hanno utilizzato un nuovo telaietto ausiliario in lega leggera al quale ancorare le sospensioni posteriori (dotate per la prima volta di nuovissimo sistema multilink). La 993 è stata anche la prima 911 a avere una cambio a sei marce.

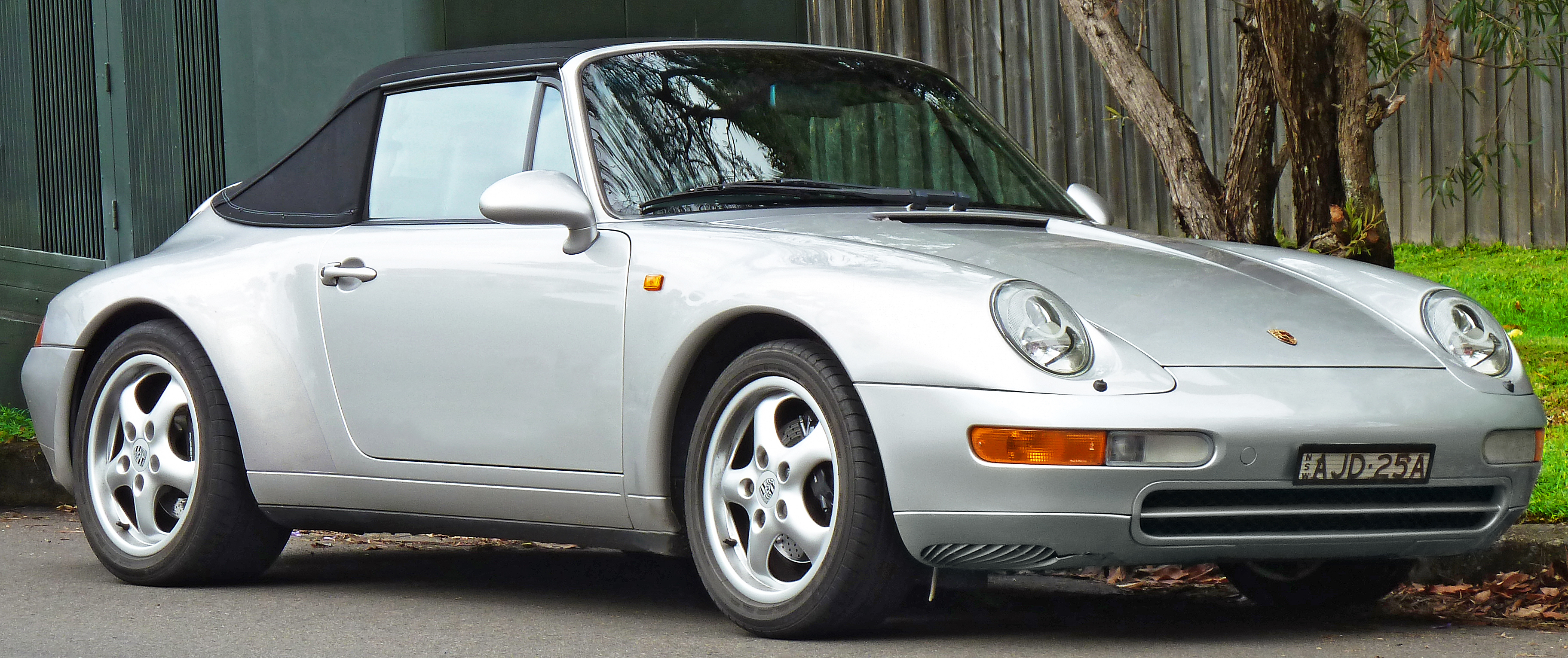
993 Cabriolet

La 993, come tutte le generazioni precedenti, era disponibile in diverse varianti che si differenziavano sia nello stile del corpo vettura, sia nei motori, nella trasmissione e nell'equipaggiamento di serie. La potenza del motore è stata aumentata con l'aggiunta del sistema VarioRam (costituito da collettori di aspirazione a geometria e lunghezza variabile), che migliora l'erogazione del motore in particolare ai medi regimi, con un aumento di circa il 15% della potenza rispetto alle vecchie motorizzazioni.

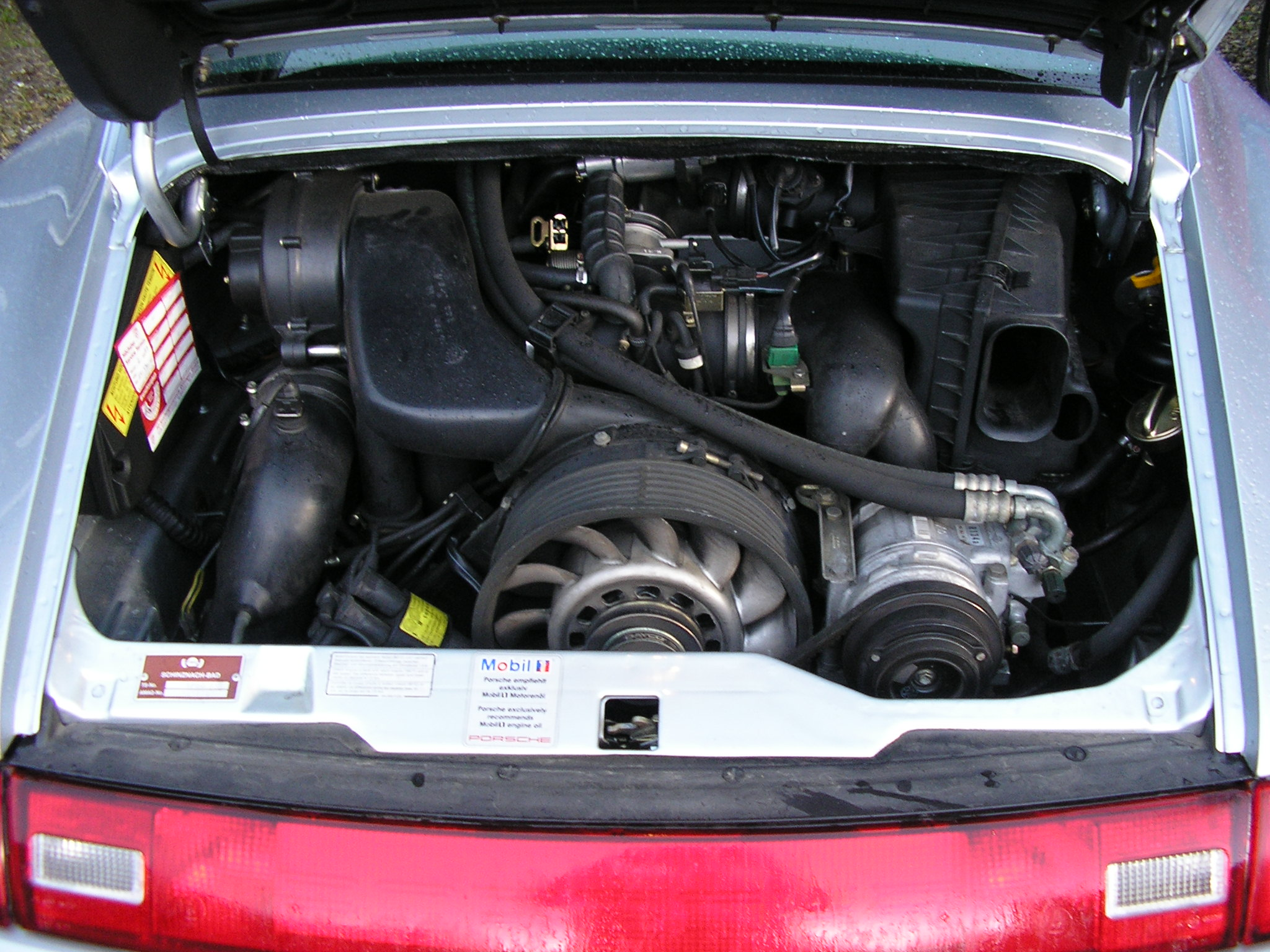
Vista del motore

Il design esterno della Porsche 993, opera del designer inglese Tony Hatter, ha mantenuto la forma di base della carrozzeria della 964 e delle altre 911 precedenti, ma con pannelli della carrozzeria rivisti, passaruota molto più svasati, paraurti anteriore e posteriore più curvilineo, lo spoiler posteriore maggiorato retrattile automaticamente e specchietti a goccia.
La versione 993 GT2 è stata utilizzata come safety car durante la stagione 1995 del campionato di Formula 1.

## Descrizione
Un cambiamento importante a livello meccanico è stato l'adozione di sospensioni posteriori multilink realizzati interamente in lega leggera e fissate a un telaio ausiliario anch'esso in lega, un sistema completamente nuovo derivato dalla Porsche 989. 

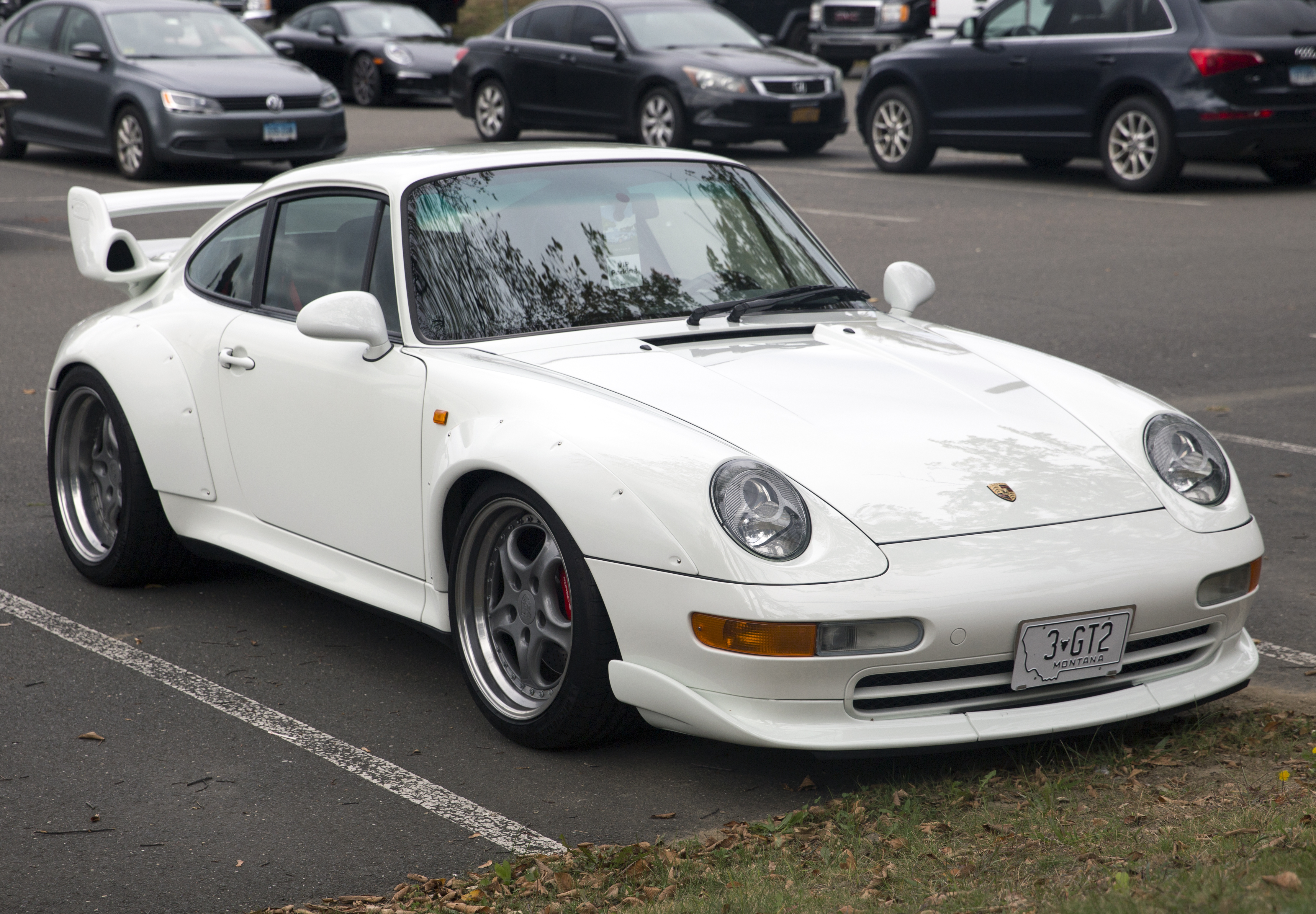
993 GT2

Il sistema, che è stato poi impiegato successivamente anche dalla Porsche 996, ha richiesto l'allargamento dei passaruota posteriori, conferendo di conseguenza un miglioramento della stabilità. La nuova sospensione ha anche migliorato la maneggevolezza, rendendola più diretta e reattiva nonché contribuendo a ridurre la tendenza al sovrasterzo, caratteristica tipica delle precedenti 911.
La 993 è stata anche la prima generazione della 911 ad avere di serie un cambio manuale a sei marce. I modelli Carrera, Carrera S, Cabriolet e Targa (a trazione posteriore) erano disponibili anche con cambio automatico a quattro rapporti "Tiptronic", introdotto per la prima volta sulla 964. Dal 1995 è arrivato il Tiptronic S, un'evoluzione del suddetto cambio, dotata di comandi al volante e un software di gestione più raffinato, per avere cambi di marcia più fluidi e veloci. Le auto dotate di Tiptronic pesano mediamente 25 kg in più rispetto alla controparte manuale.

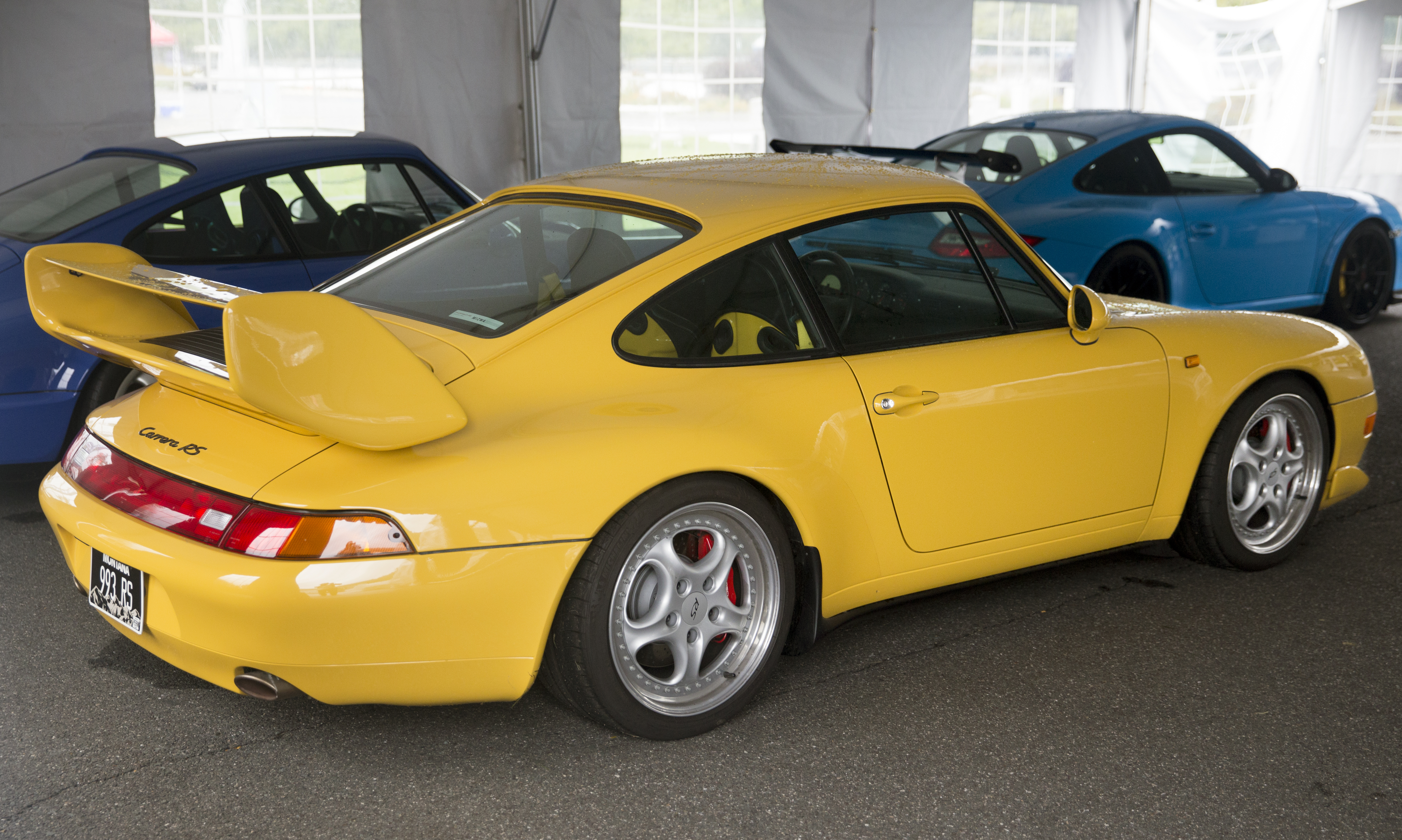
993 Carrera RS

Il sistema di trazione integrale della 993 rappresenta un ulteriore perfezionato rispetto a quello della 964. Porsche ha abbandonato la configurazione della 964 composta da tre differenziali e ha adottato un sistema con layout derivato dalla Porsche 959, sostituendo il differenziale centrale con giunto viscoso. Il nuovo schema più semplice ha anche ridotto il peso, sebbene però la Carrera 4 a quattro ruote motrici risulti comunque 50 kg più presente rispetto alla sua controparte a trazione posteriore.
Altri miglioramenti rispetto alla 964 includono un nuovo sistema di scarico a doppio flusso, freni più grandi con dischi forati e un servosterzo rivisto.
Inoltre la 993 ha introdotto per la prima volta in assoluto su una vettura di serie, una carenatura totale del sottoscocca chiamata a "fondo piatto", per migliorare l'aerodinamica e la stabilità alle alte velocità.
Al lancio nel 1994 era disponibile nelle versioni Carrera a trazione posteriore e integrale. Era equipaggiato con il classico motore 6 cilindri boxer raffreddato ad aria siglato M64 aspirato da 3,6 litri, sviluppato dalla 964, e combinato con un nuovo sistema di scarico a doppio flusso che incorpora due convertitori catalitici. La potenza che inizialmente era di circa 272 CV erogati a 6100 giri/min, nel 1996 toccò quota 286 CV.

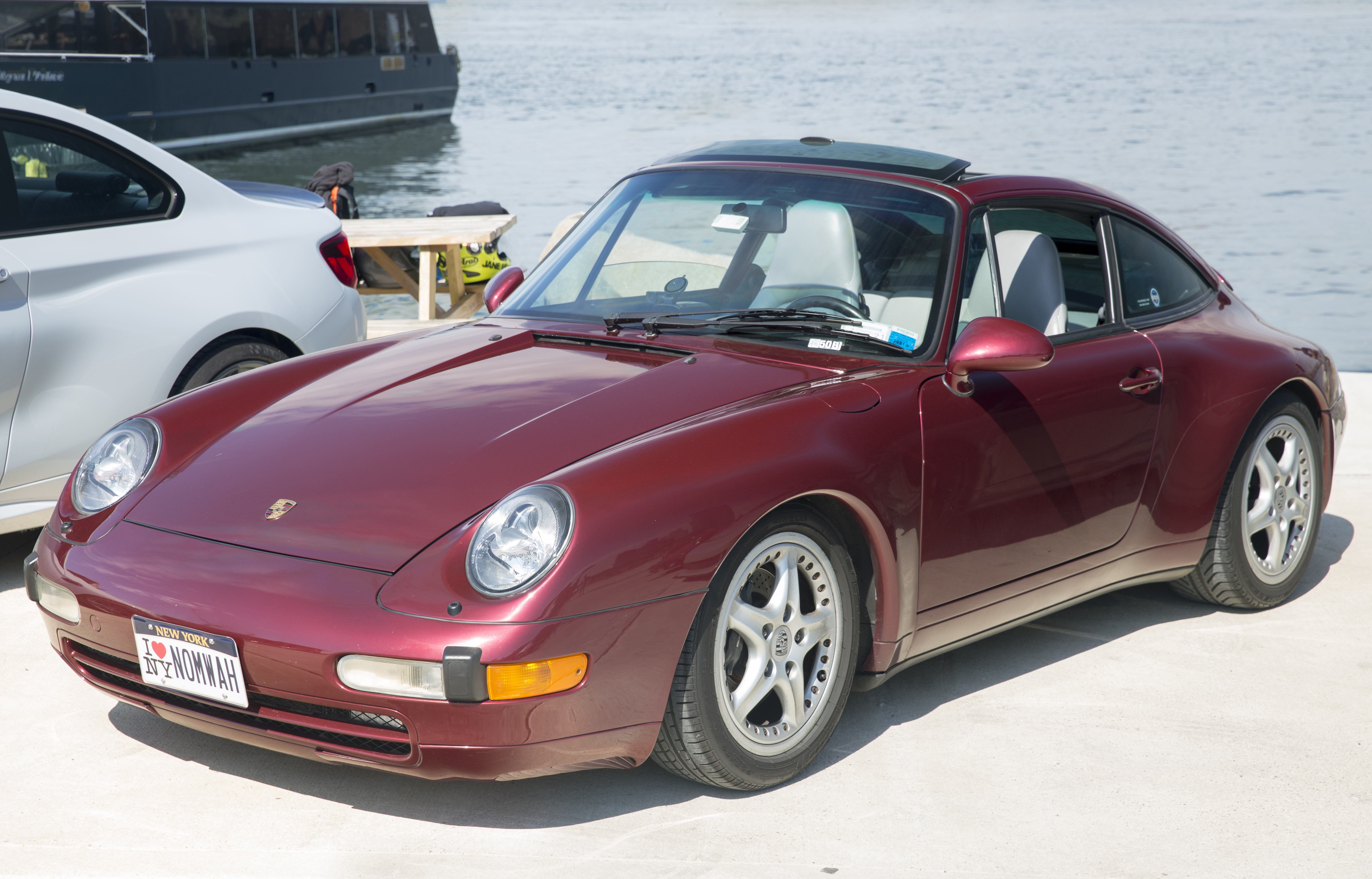
993 Targa

## Evoluzione e varianti

### Targa
La versione Targa della 993 è stata introdotta nel 1995 ed ha portato al debutto il cosiddetto sistema "serra", che consiste in un tetto in vetro a scomparsa ripiegabile elettronicamente, utilizzato in seguito anche sulle Porsche 996 e 997 Targa.

### Turbo

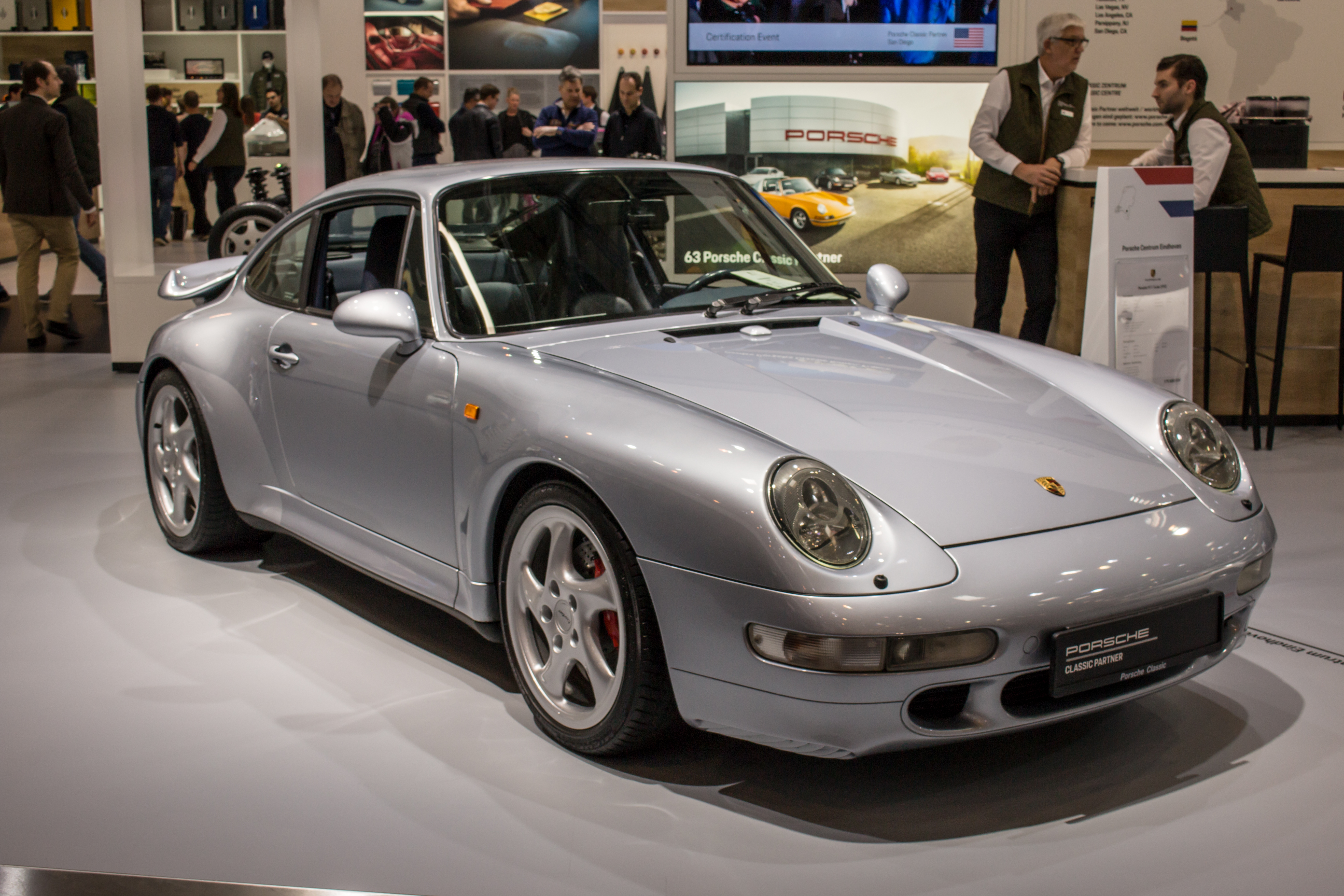
993 Turbo

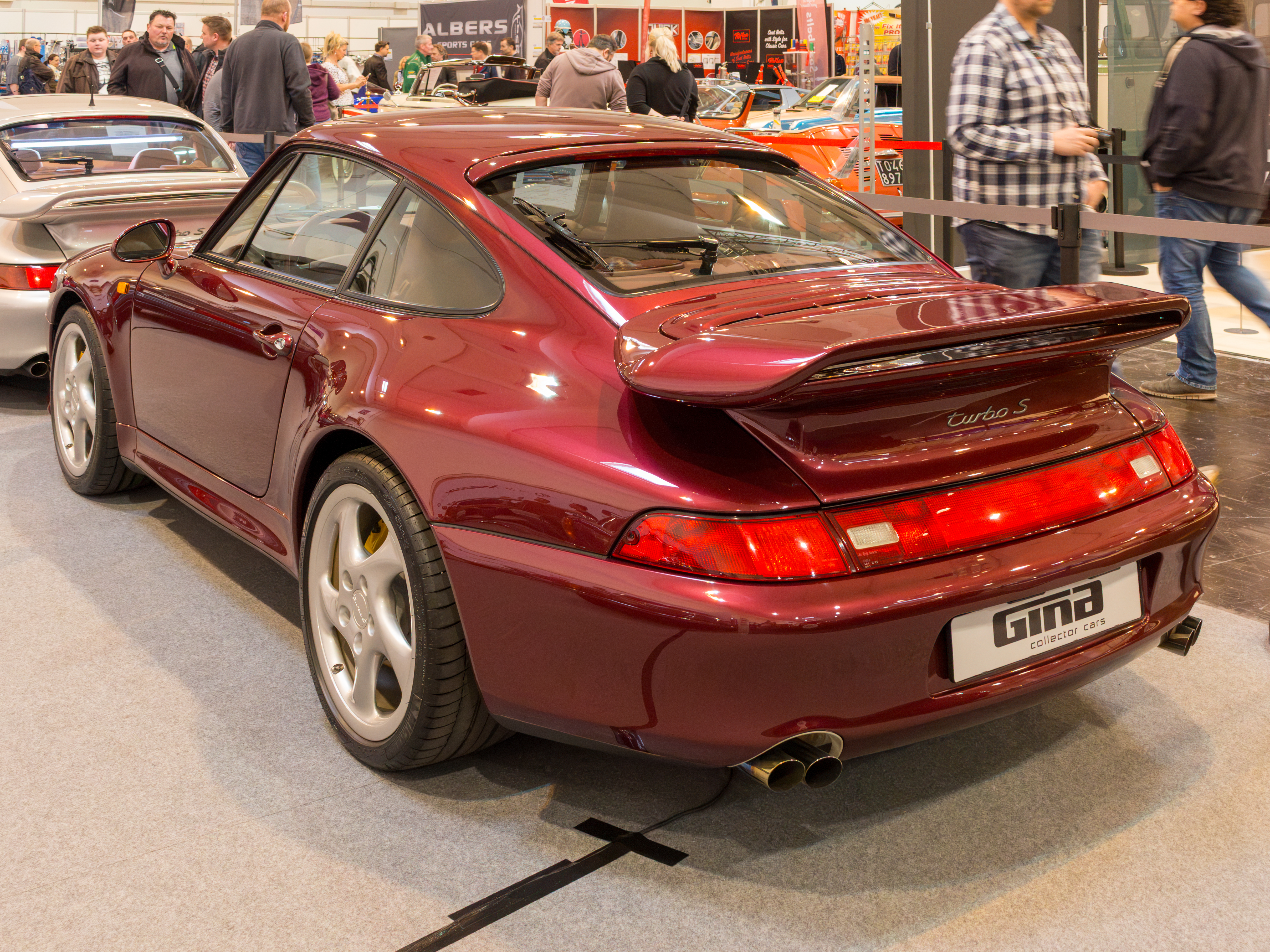
993 Turbo S

La 993 Turbo coupé è stata introdotta nel 1995. Dotata di un nuovo motore biturbo da 3,6 litri dalla potenza massima di 300 kW (408 CV), si differenzia dalla precedente generazione per un nuovo intercooler aria-aria, per la presenza di un sistema di gestione elettronica del motore, testate ridisegnate e altri componenti modificati; inoltre la 993 Turbo è stata la prima 911 Turbo a trazione integrale, avente un sistema derivato dalla Porsche 959. La carrozzeria della Turbo si differenzia dalla Carrera per i passaruota posteriori allargati di circa 6 cm, modanature sul paraurti anteriore e posteriore ridisegnate e per la presenza di un alettone posteriore fisso a "coda di balena" che ospita anche l'intercooler.

### Turbo S
Durante il penultimo anno di produzione della 993 nel 1997 arriva la 993 Turbo S, che porta in dote svariati aggiornamenti al motore per incrementarne la potenza a 450 CV; ciò è ottenuto mediante l'utilizzo di due turbocompressori KKK più grandi, un radiatore dell'olio aggiuntivo e un sistema di gestione del motore modificato. La 993 Turbo S si differenzia per le pinze dei freni gialle, un'ala posteriore leggermente più grande, un sistema di scarico a quattro uscite, uno splitter anteriore con integrati i condotti di raffreddamento per i freni e prese d'aria dietro le portiere.

### Carrera S
La Carrera 4S (introdotta nel 1996) e la successiva Carrera S (introdotta nel 1997) a trazione posteriore condividono la carrozzeria con il modello Turbo. Entrambe hanno sospensioni leggermente ribassate rispetto ai modelli Carrera. Il motore aspirato da 210 kW (286 CV) della Carrera S è rimasto sostanzialmente lo stesso della Carrera normale.

### Carrera RS

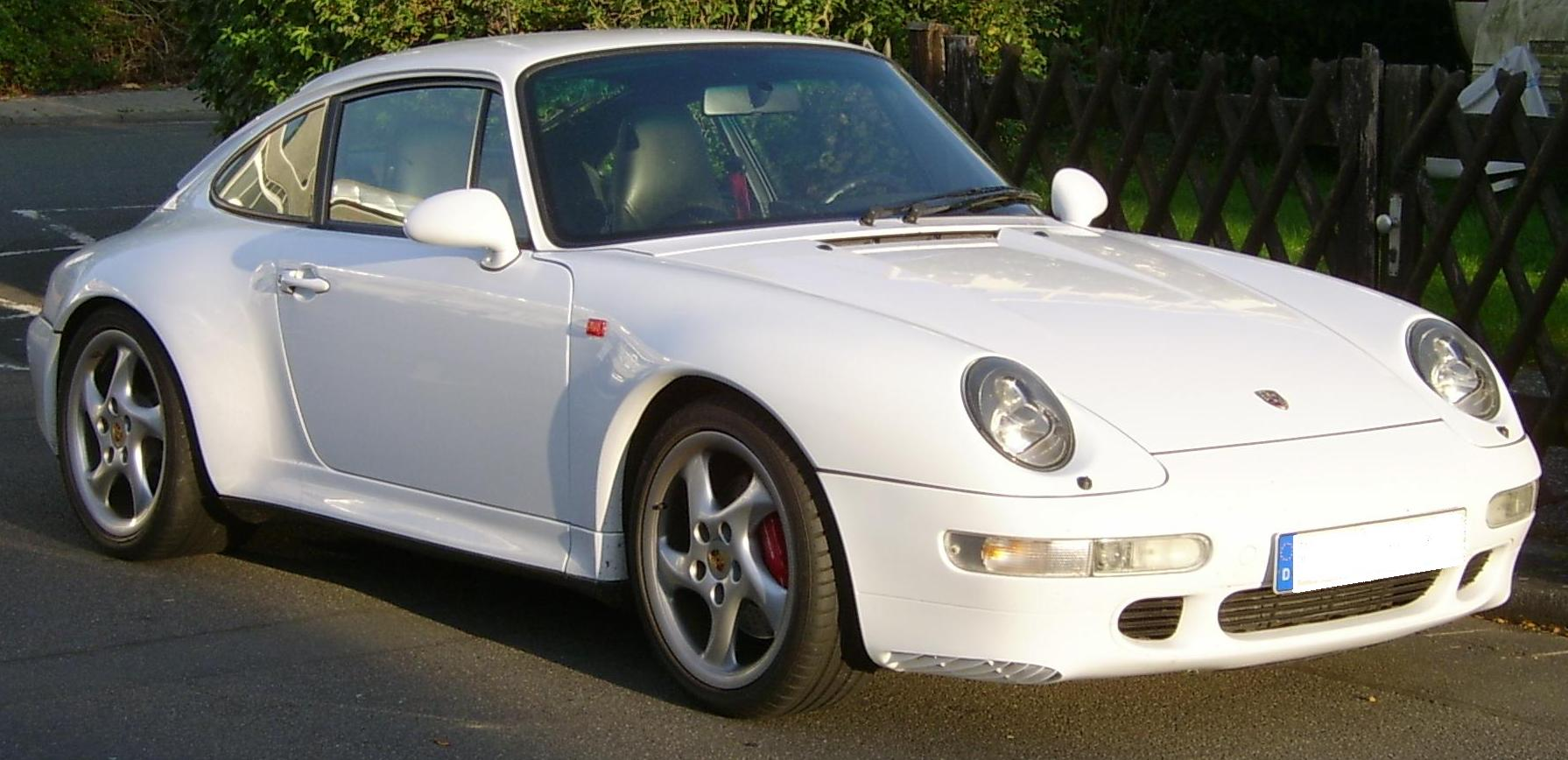
993 Carrera 4S

La Carrera RS è una variante alleggerita della Carrera, dotata di un motore aspirato da 3,8 litri che genera una potenza massima di 300 CV ottenuti mediante l'uso di pistoni forgiati più leggeri, doppi radiatori dell'olio e valvole di aspirazione maggiorate. Inoltre sono presenti freni a disco ventilati e forati da 322 mm con pinze a quattro pistoncini condivisi con la 911 Turbo e il differenziale del tipo a slittamento limitato.

### GT2
La GT2 è una ulteriore evoluzione in chiave sportiva della 993. Monta quasi lo stesso motore della Turbo, ma con una pressione di sovralimentazione maggiore generando una potenza massima di 430 CV. Nel 1998 è stato aggiunto un sistema a doppia accensione mediante utilizzo di due candele per cilindro; la potenza è così aumentata a 450 CV a 6000 giri/min e la coppia a 586 Nm disponibile a 3500 giri/min.

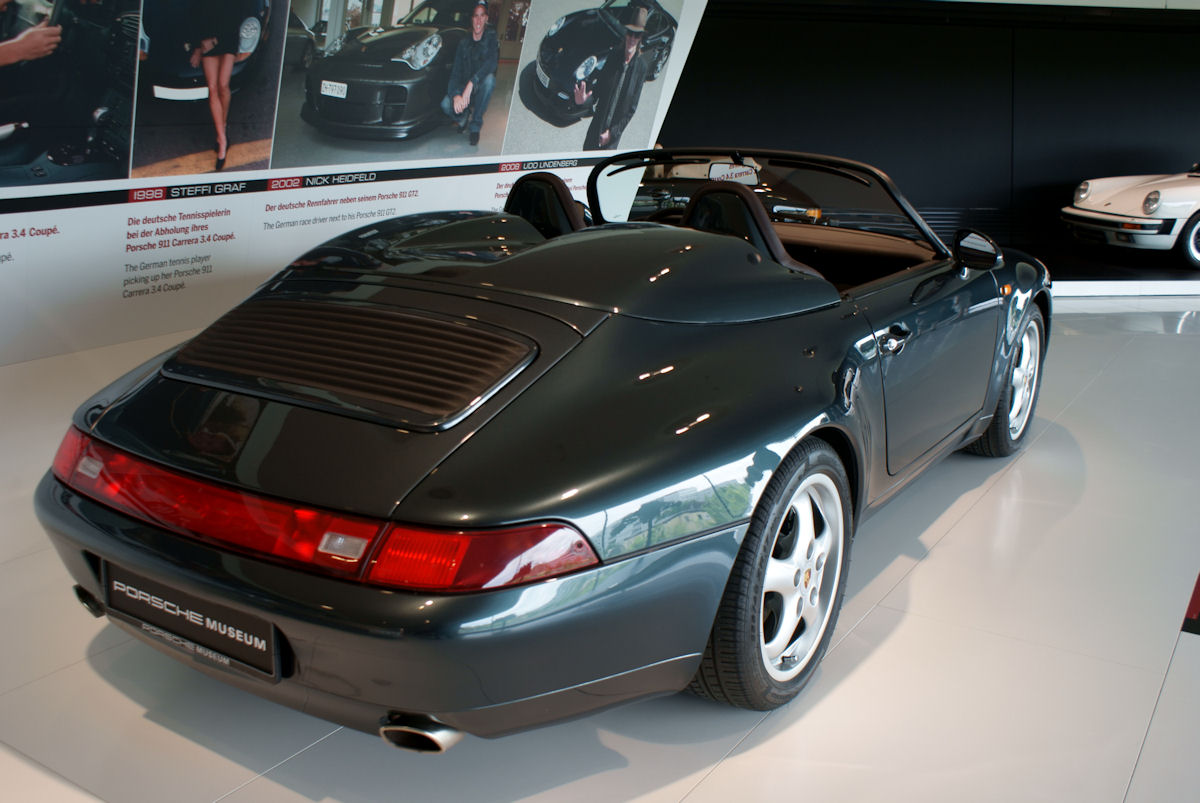
993 Carrera 3.6 Speedster

### Speedster
Il modello Speedster è la variante roadster della 993, con parabrezza maggiormente inclinato, un tetto più basso e interni ridisegnati.

### Turbo Cabriolet
Nel 1995 la Porsche realizza un esiguo numero di 993 Turbo Cabriolet.

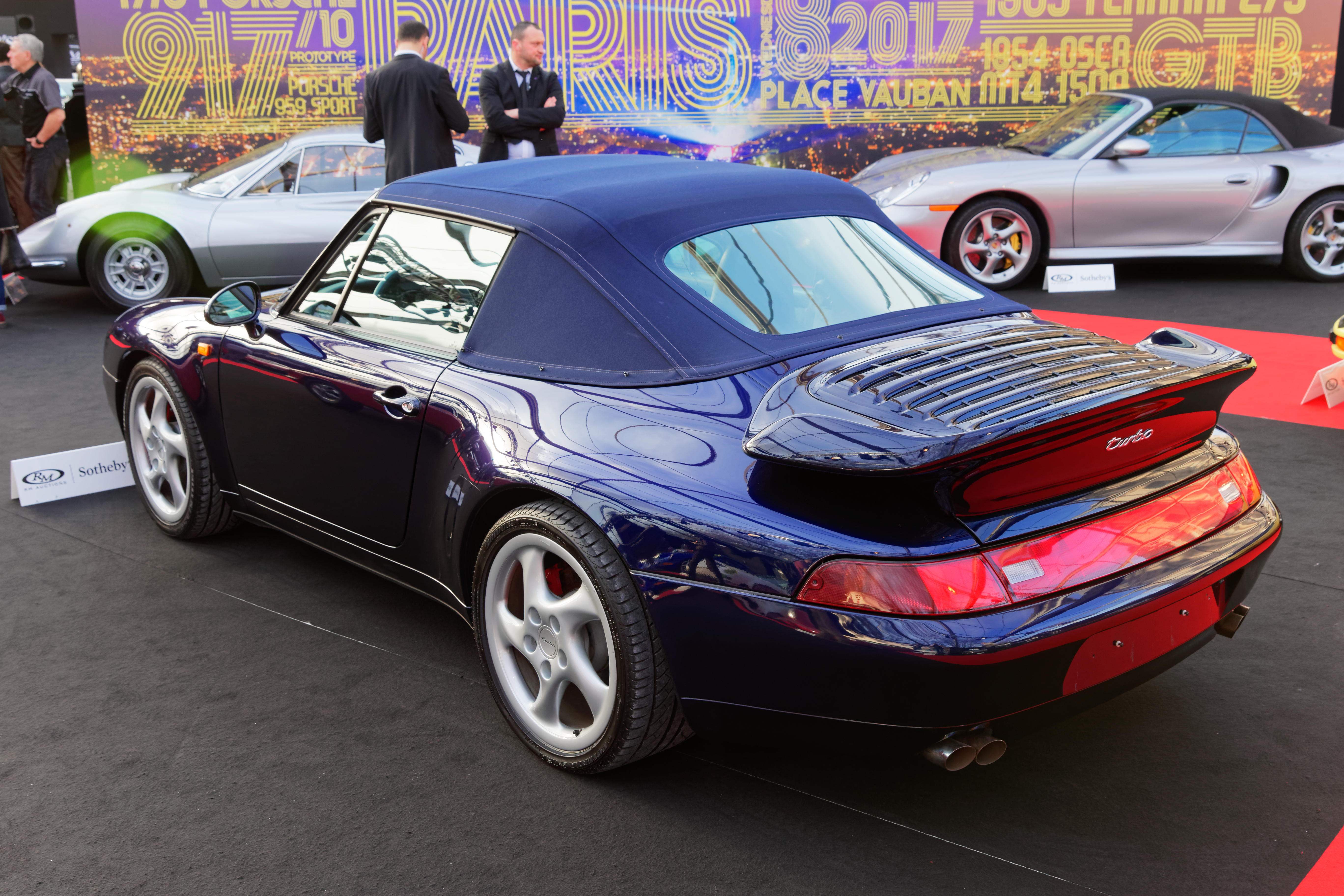
993 Turbo Cabriolet

Era dotata del motore monoturbo da 360 CV della vecchia Porsche 964 Turbo 3.6, dalla quale riprendeva anche il cambio manuale a cinque marce, la trazione posteriore e l'alettone posteriore.

## Attività sportiva

### 911 3.8 Cup
La 993 3.8 Cup, basata sulla Porsche 993, fece il suo debutto nel campionato Porsche Supercup del 1994. Un anno dopo fu impiegato anche nella Carrera Cup.

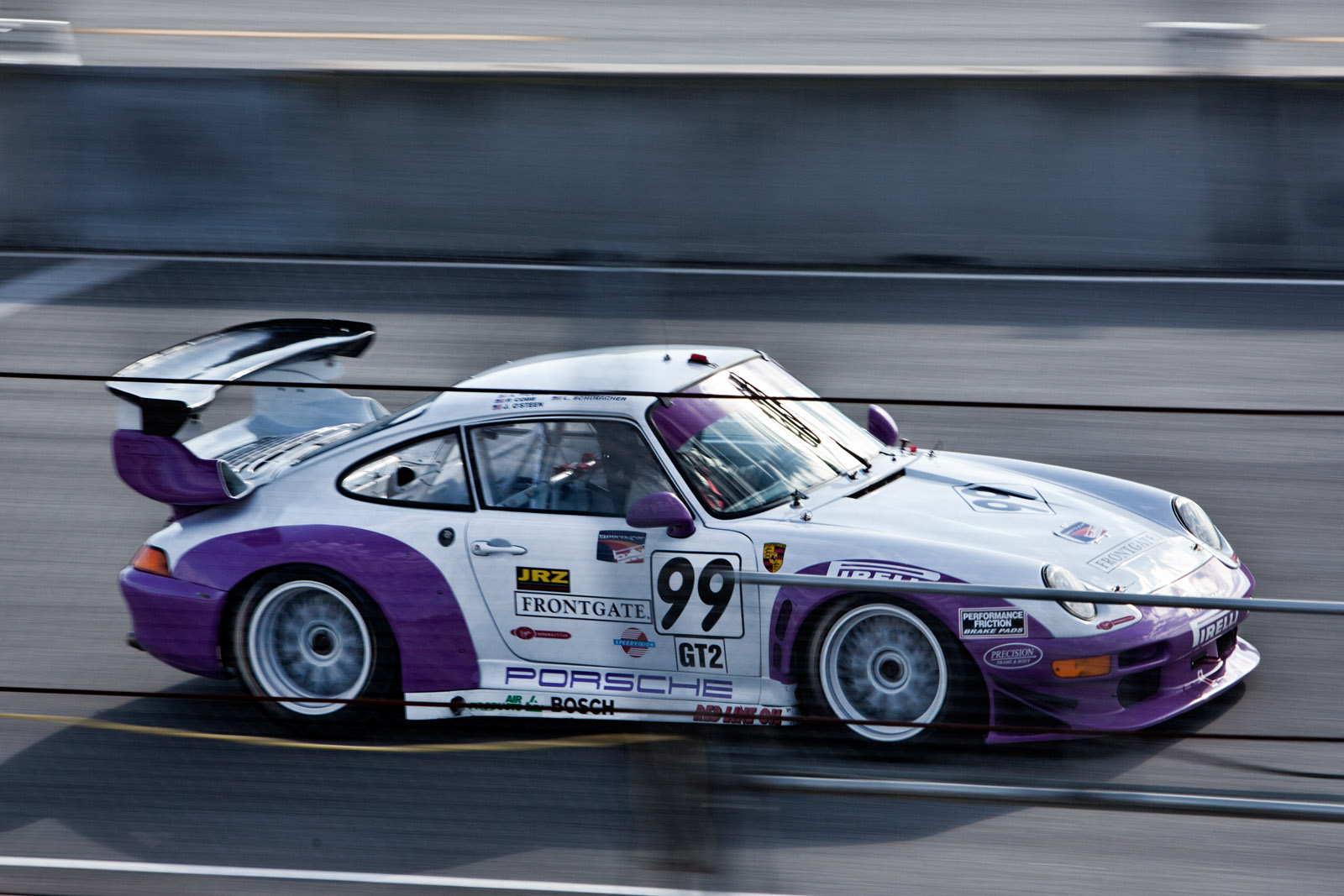
911 Cup 3.8 RSR

La vettura fu notevolmente migliorata ed era sia più veloce che più stabile rispetto alla sua antenata, la 964 Carrera; ciò era dovuto principalmente al nuovo assale posteriore multi-link. La potenza, che veniva trasmessa tramite un cambio a sei marce, erogata dal motore boxer da 3,8 litri era di 310 CV a 6100 giri/min con una coppia di 360 Nm a 5500 giri/min, che consentiva di raggiungere una velocità massima di circa 280 km/h.
Nel 1995 Porsche ha rivisto la vettura, che ha ricevuto un alettone posteriore più grande e fisso, minigonne laterali e lo splitter anteriore della Carrera RS. Nel 1996 venne ulteriormente aumenta la potenza e la coppia del motore, arrivando a 315 CV a 6200/min e 370 Nm a 5500 giri/min.

### 911 Cup 3.8 RSR
La 993 Cup 3.8 RSR venne introdotta nel 1997 come erede della 964 Carrera RSR 3.8. Era destinata principalmente alle competizioni nelle classi GT3 dell'epoca e nei vari campionati nazionali.
Il veicolo, che era basato sulla Porsche 993 Cup, montava varie componenti tra cui i parafanghi allargati e l'assetto irrigidito e ribassato dalla 993 GT2; l'impianto frenante era costituito da dischi freno con diametro di 380 millimetri mentre il serbatoio poteva contenere 100 litri di benzina.
Il motore, che fu ripreso dalla 964 e modificato solo marginalmente, era il boxer a sei cilindri da 3,8 litri con potenza di 350 CV (257 kW) a 7000 giri/min e coppia di 380 Nm a 5500 giri/min.